# Kohima
Kohima je prestolnica indijske severovzhodne mejne države Nagalanda, ki meji na Burmo.